# Brighton (Australie)
Pour les articles homonymes, voir Brighton (homonymie).
Brighton (14 122 habitants) est une ville dans la banlieue de Hobart dans l'État de Tasmanie, en Australie. De 1826 au début des années 2000 la région était une réserve militaire. Les terrains ont commencé à être mis en vente au début des années 2000 et la région a reçu des émigrés des pays de l'Est et notamment du Kosovo.
Les environs ont été victimes d'importants feux de forêts dans l'été (janvier) 2003 mais la ville elle-même n'a pas été touchée.